# سیر نبی
سیَرِ نبی حماسه‌ای به زبان ترکی عثمانی نوشتهٔ مصطفی فرزند یوسف از ارزروم معروف به الدریر دربارهٔ زندگی محمد است که در حدود سال ۱۳۸۸ میلادی تکمیل شده است. این کتاب به دستور سلطان ظاهر سیف‌الدین برقوق نوشته شده است. نوشتهٔ این کتاب براساس کتاب عربیِ سیرهٔ نبوی از ابوعبید البکری است.

## گالری تصاویر

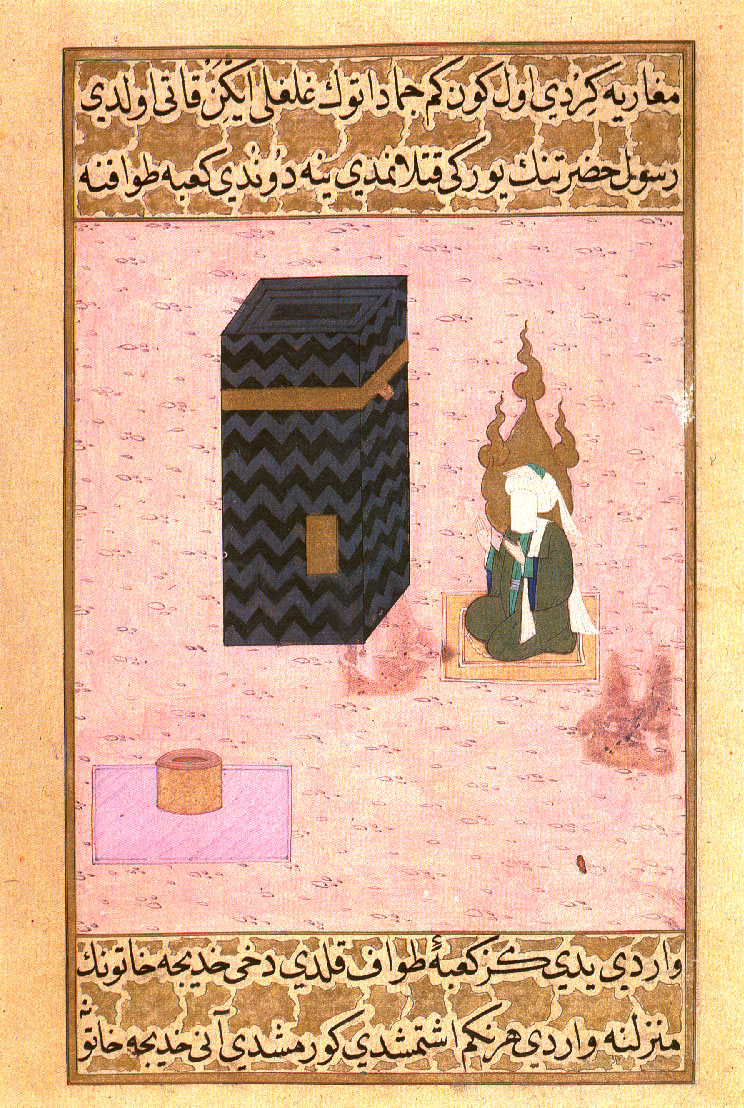
محمد در کعبه
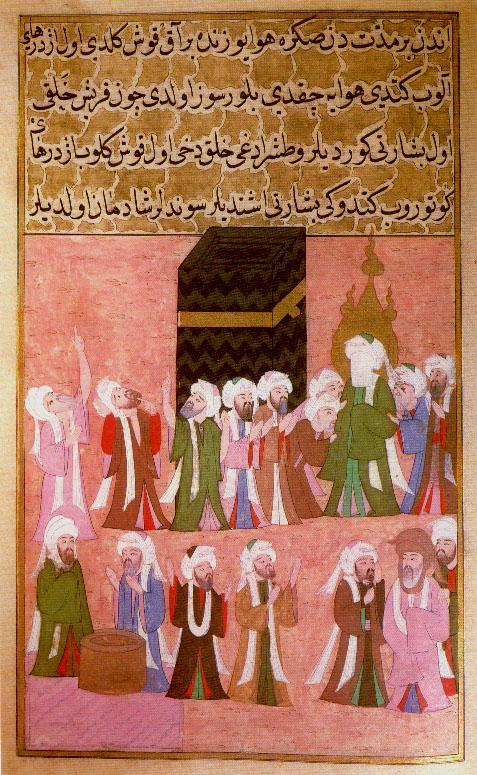
محمد در کعبه
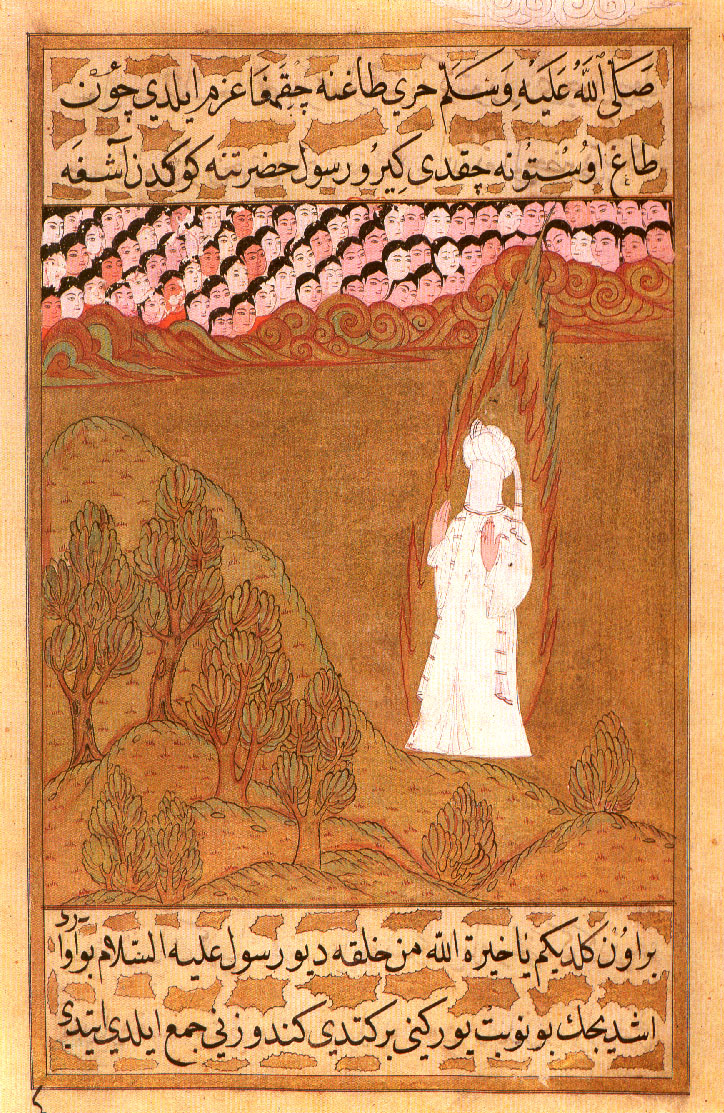
محمد در کوه حرا
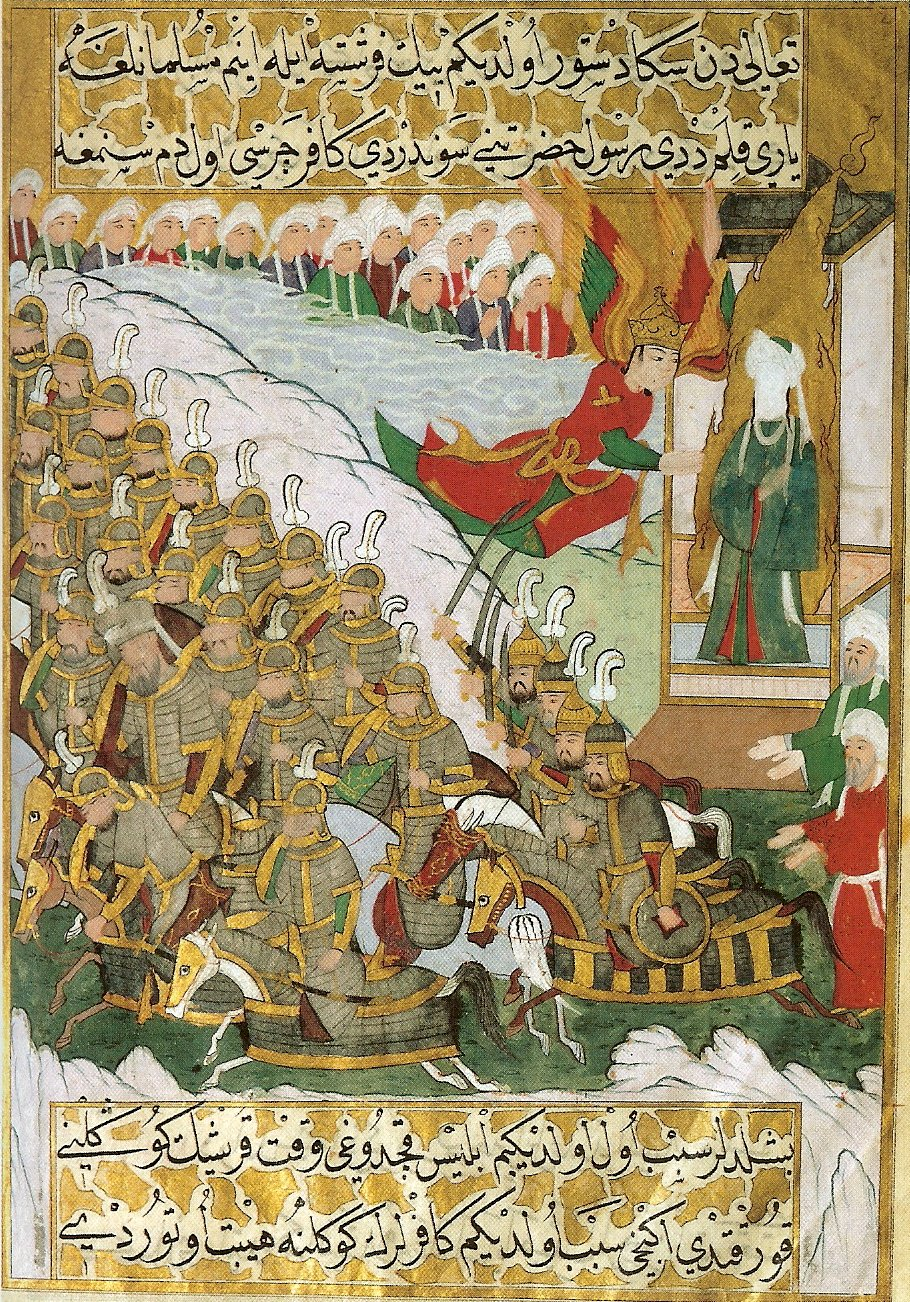
محمد در جنگ بدر
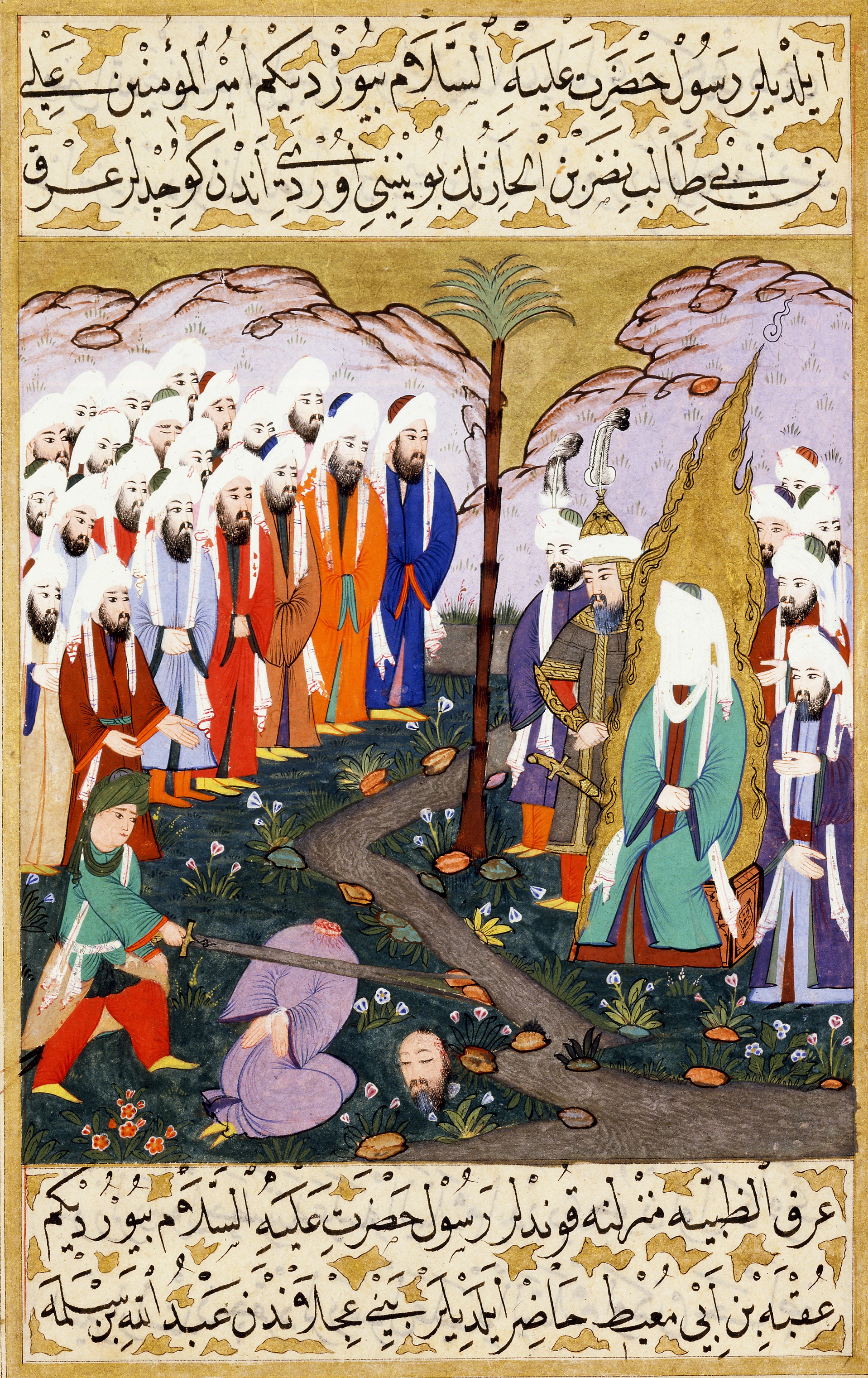
تصویری از سیَر نبی
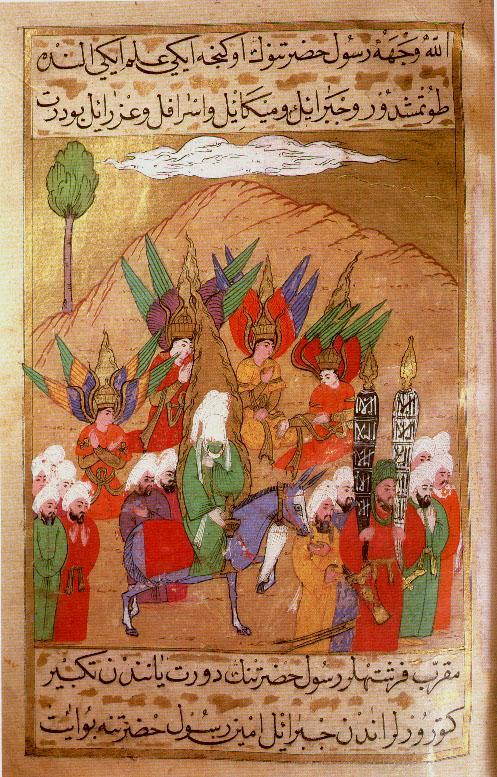
تصویری از سیَر نبی
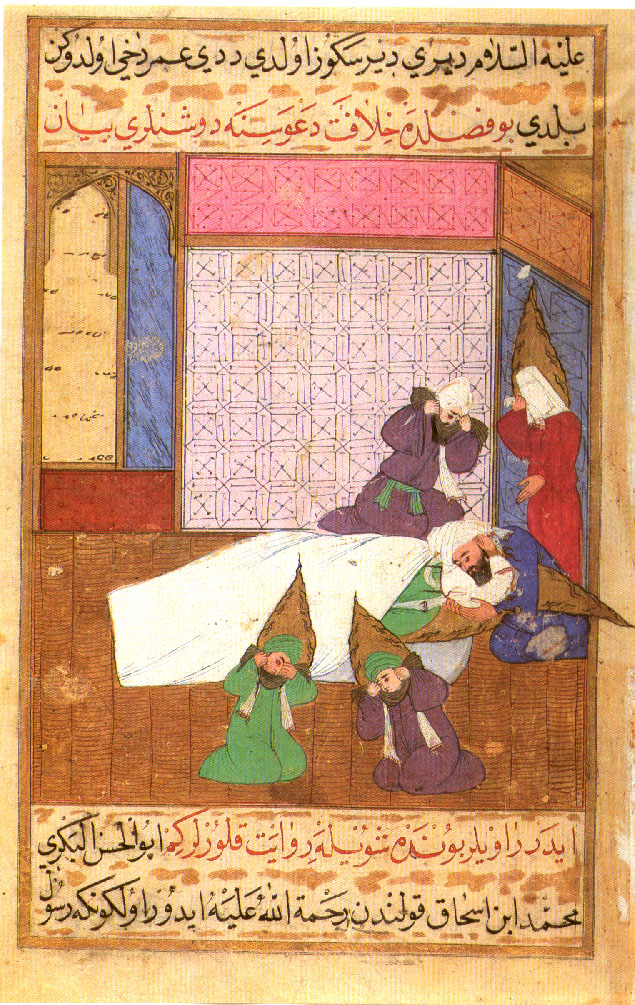
مرگ محمد

## پیوند بیرون
پرونده‌های رسانه‌ای مربوط به Siyer-i Nebi در ویکی‌انبار 